# Бендер-Анзалі (шагрестан)
Бендер-Анзалі (перс. بندرانزلی) — шагрестан в Ірані, в остані Ґілян. За даними перепису 2006 року, його населення становило 130851 особу, які проживали у складі 38810 сімей.

## Бахші
До складу шагрестану входить єдиний бахш — Центральний.